# Ethan Roberts
Ethan Roberts é um músico estadunidense. Já trabalhou com artistas como Katy Perry, Cheyenne Kimball, Christina Grimmie e The Veronicas. Tornou-se mais conhecido após integrar a banda pop Selena Gomez & the Scene, ao lado de Selena Gomez, onde ocupou o posto de guitarrista entre os anos de 2009 e 2012. Ele também dirigiu uma turnê do grupo, a We Own the Night Tour, e pode levar algumas de suas ideais criativas aos palcos. Atualmente se dedica ao seu projeto solo, nomeado Radio Silence.